# André Gobert
André Henri Gobert, född 30 september 1890 i Paris, Frankrike, död 6 december 1951, var en fransk tennisspelare.

## Tenniskarriären
Goberts var en av de främsta tennisspelarna i Frankrike under 1910-talet.  År 1911 var han för första gången i final i de då nationella Franska mästerskapen som alltsedan starten 1891 spelades på Ile de Puteaux i Paris. Han finalbesegrade landsmannen och trefaldige mästaren Maurice Germot och blev därmed fransk mästare. Året därpå, 1912, lyckades Gobert inte försvara sin titel, utan förlorade mot landsmannen och femfaldige mästaren Max Decugis. 
Mästerskapen gjorde uppehåll under det första världskriget, som inföll under de år Gobert torde ha stått på höjden av sitt tenniskunnande. Han vann singeltiteln 1920 i de nystartade tävlingarna efter krigsslutet, den gången över Decugis (6-3, 3-6, 1-6, 6-2, 6-3). Året därpå misslyckades han att försvara sin titel mot Jean Samazeuilh som vann med  6-3, 6-3, 2-6, 7-5.     
Gobert var också skicklig som dubbelspelare och vann 1911 dubbeltiteln i Wimbledonmästerskapen tillsammans med Decugis.
Gobert blev singelmästare inomhus i de olympiska sommarspelen 1912 i Stockholm. Han vann också guldmedaljen i dubbel tillsammans med Maurice Germot.
André Gobert deltog i det franska Davis Cup (DC)- laget 1912-13, 1919-20 och 1922. Han spelade totalt 13 matcher av vilka han vann tre (två i singel och en i dubbel). Sin allra första DC-match, singel mot britten Arthur Gore, vann Gobert med 6-4 4-6 6-3 6-3. Britterna vann mötet med 4-1 i matcher.

## Spelaren Gobert
André Gobert var en lång, atletiskt byggd idrottsman som spelade högklassig tennis i sina bästa stunder, men som lätt kunde tappa koncentrationen och därmed förlora matcher. Tennislegenden Bill Tilden berömmer i sin bok "The Art of Lawn Tennis" Gobert som tennisspelare. Han beskrivs av Tilden ha en fantastisk flack serve, som han dock i brist på självförtroende ofta inte förmår följa upp med ett vinnande slag utan nöjer sig med en lös lättreturnerad retur. Hans grundslag är för övrigt perfekta och vackert slagna liksom hans volleyslag och framme vid när är han nästan omöjlig att passera. Hans svaghet, beskriver Tilden, är hans brist på förmåga att kämpa på banan när bollarna går honom emot. Tilden avslutar med att Gobert inte är någon "vinnartyp" (modernt språkbruk).
Efter avslutad tenniskarriär övergick Gobert till att spela golf. Han blev vid ett tillfälle fransk mästare i den sporten.

## Grand Slam-titlar
- Franska mästerskapen
  - Singel - 1911, 1920 (slutna nationella mästerskap)
- Wimbledonmästerskapen
  - Dubbel - 1911